# Ivanovske skalne cerkve
Ivanovske skalne cerkve (bolgarsko Ивановски скални църкви, Ivanovski skalni cărkvi) so skupina monolitnih cerkva, kapel in samostanov, vklesanih v živo skalo, ki se povsem razlikujejo od drugih samostanskih kompleksov v Bolgariji. Cerkve so v bližini vasi Ivanovo, 20 km južno od Ruse, na visokem skalnem bregu Rusenskega loma 32 m nad reko. Kompleks je zaslovel zaradi čudovitih, dobro ohranjenih srednjeveških fresk. 

## Zgodovina
V jamah pod Ivanovsko steno so bili menihi naseljeni od 1220. let, ko je kasnejši bolgarski patriarh Joahim I. tam ustanovil samostan, do 17. stoletja. Menihi so tam v živo skalo izklesali svoje celice, cerkve in kapele. Ko je samostanski kompleks dosegel svoj višek, je imel približno 40 cerkva, nekateri trdijo, da celo 300. Večina cerkva se ni ohranila. 
V Drugem bolgarskem cesarstvu so vladarji, med njimi Ivan Aleksander in Ivan Asen II., pogosto obdarovali samostan, kar dokazujejo portreti donatorjev v nekaterih cerkvah. Med pokrovitelje so spadali tudi plemiči iz prestolnice Veliko Tărnovo in bližnjega velikega srednjeveškega mesta Červen, ki so imeli s samostanom tesne vezi zlasti v 13. in 14. stoletju. Samostan je bil v 14. stoletju središče hezihazma na bolgarskem ozemlju. Obstajal je še v prvih nekaj stoletjih turške vladavine, vendar je počasi propadal. 
Samostanski kompleks je zaslovel predvsem zaradi fresk iz 13. in 14. stoletja, ki so se ohranile v petih cerkvah in so čudoviti primerki bolgarske srednjeveške umetnosti. Med skalnate objekte, ki so jih uporabljali menihi, spadajo kapela nadangela Gabrijela (Pokopana cerkev), krstilnica, kapela Gospodev Dol, cerkev svete Teodore (Porušena cerkev) in glavna cerkev s stenskimi slikami iz 14. stoletja, ki so najslavnejše v celem Ivanovu in spadajo med najbolj značilne primerke umetnosti iz obdobja Paleologov. Ohranjeni so tudi več stoletij stari napisi, med katerimi ne najslavnejši napis meniha Ivana Gramatika iz leta 1308-1309. 
Ivanovske skalne cerkve so bile leta 1979 uvrščene na seznam Unescove svetovne kulturne dediščine.

## Grobnice
V samostanskem kompleksu je pokopan car Jurij I. Terter.

## Galerija
- Ivanovske skalne cerkve
- Skalnata okolica Ivanovskih cerkva
- Cerkev Svete Bogorodnice
- Cerkev Svete Bogorodnice
- Cerkev Svete Bogorodnice
- Slika v cerkvi Svete Bogorodnice
- Slika v cerkvi Svete Bogorodnice
- Slika v cerkvi Svete Bogorodnice
- Slika v cerkvi Svete Bogorodnice
- Slika v cerkvi Svete Bogorodnice